# Nickelodeon Party Blast
Nickelodeon Party Blast é um jogo do gênero party, pela desenvolvedora inglesa Data Desing Interactive e publicado pela distribuidora de jogos francesa, Infogrames. Nickelodeon Party Blast foi exibido pela primeira vez na E3 de 2002, e foi lançado para Xbox na América do Norte em 30 de outubro de 2002, e, mais tarde, nas regiões PAL, em 6 de dezembro de 2002. A versão do Windows foi lançada em um dia a mais após o lançamento da versão para XBOX na América do Norte. A versão do jogo para o GameCube foi lançado mundialmente no dia 6 de dezembro de 2002. Uma versão do jogo para o PlayStation 2 foi planejada, mas foi cancelada. O jogo apresenta personagens dos Nicktoons, incluindo Bob Esponja, Rugrats, As Aventuras de Jimmy Neutron: O Menino Gênio, Invasor Zim, Rocket Power, e The Wild Thornberrys, com CatDog como os hosts.

## Desenvolvimento
Nickelodeon Party Blast foi desenvolvido pela desenvolvedora inglesa Data Desing Interactive e publicado pela distribuidora de jogos francesa, Infogrames. Nickelodeon Party Blast foi exibido pela primeira vez na E3 de 2002. Durante a exibição, a Data Design prometeu níveis bônus destraváveis, power-ups, e batalhas. Uma versão para PlayStation 2 foi definida para ser lançada, mas foi cancelada.